# Doodgravers
De doodgravers (Nicrophorus) vormen een geslacht van kevers uit de familie aaskevers. Soorten uit dit geslacht hebben een voor insecten uitzonderlijke vorm van broedzorg.

## Kenmerken
Vrij grote, 10–35 mm lange kevers. Ze zijn glanzend zwart met soms een helder oranje tekening op de rug die na de dood echter snel aan levendigheid inboet. De buik is vrij uitgebreid behaard, de rugkant ook weleens. Grote kop met ook grote ogen. Halsschild met een aantal bobbels en een platte rand. De dekschilden bedekken het achterlijf niet geheel, er blijven 3 achterlijfsegmenten onbedekt. De kevers kunnen tsjirpen door kammen op de dekschild-achterrand en een dubbele rij getande ribbels op de 5e tergiet tegen elkaar te wrijven. De antennes zijn kort en hebben een knots die uit vier geledingen bestaat. Mannetjes hebben duidelijk bredere voortarsen dan de vrouwtjes, die aan de onderkant behaard zijn en de leedjes zijn tweelobbig.

## Gedrag
De kevers zijn rovers en eten als imago voornamelijk de maden van vliegen, die men aantreft op aas. Het aas kan ook dienen als voedingsbron voor de kever.
Voor de voortplanting wordt het aas gebruikt. 
Bij het vinden van een klein kadaver (muis, vogeltje) wordt de bodem beoordeeld en het lijkje zo nodig verplaatst en ingegraven door de aarde eronder weg te duwen.
Komt er een tweede kever op het aas af dan wordt er samengewerkt, mits het er een van de andere sekse is; anders wordt er gevochten. Het aas wordt ook verdedigd tegenover andere soorten kevers. De eigenlijke paring vindt ondergronds plaats. Hierna wordt een opening in het aas gemaakt waar verteringssappen in worden opgegeven. Eitjes worden in een gang afgezet die van de aasbal wegloopt. Het vrouwtje blijft bij de eitjes tot ze uitkomen en lokt de larven door te tsjirpen. De larven worden door de vrouwelijke kever gevoerd. De verpopping vindt reeds na zeven dagen plaats.

## Naamgeving

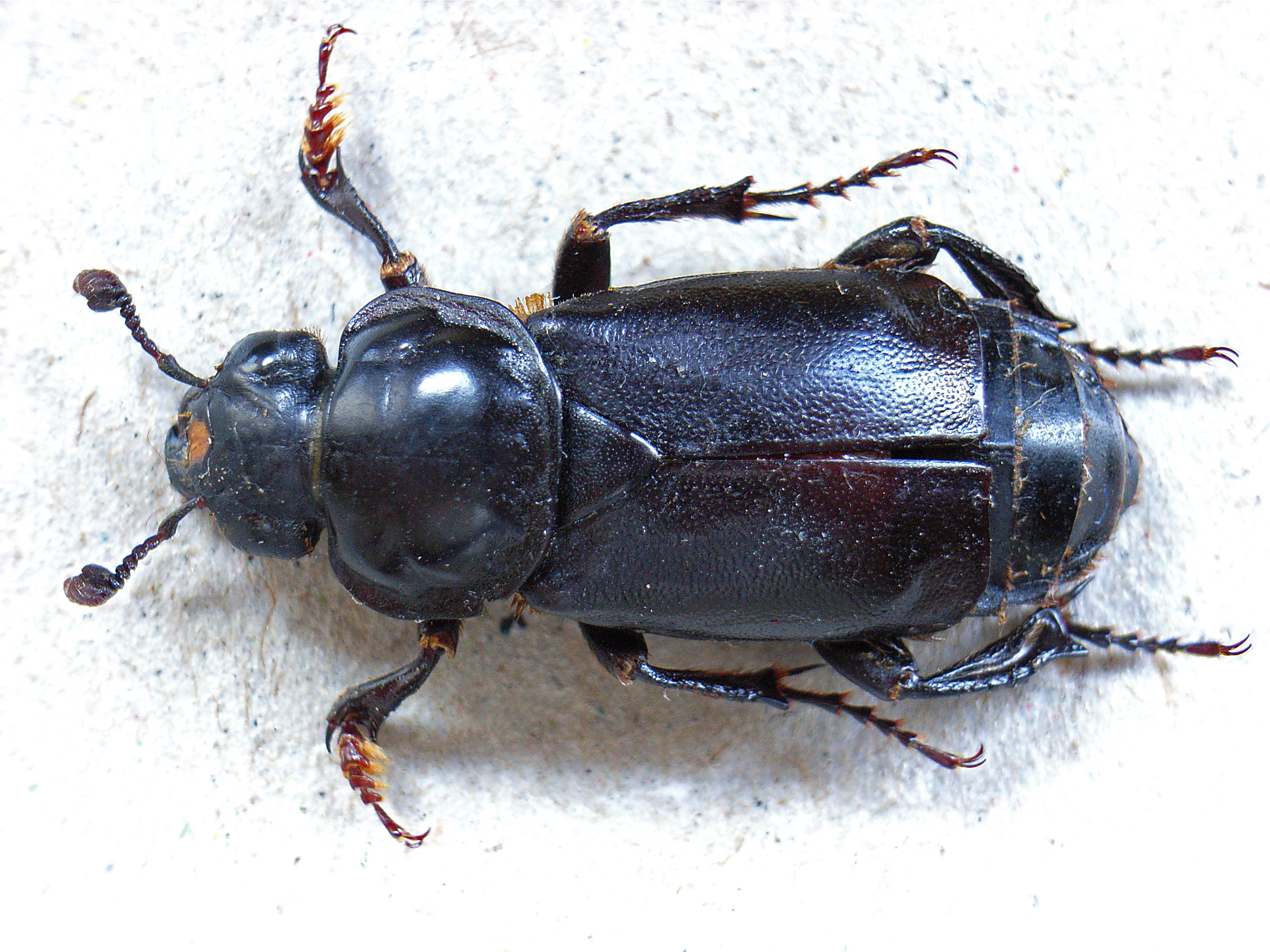
Nicrophorus germanicus

De wetenschappelijke naam verwijst naar het Griekse νεκροφορος (nekrophoros; lijkdrager). De naamgever van het geslacht, Johann Christian Fabricius, schreef in de protoloog in 1775 herhaaldelijk Nicrophorus, met een "i" in plaats van de verwachte "e". Doordat hij dat meermaals deed, kan het niet als een zetfout worden afgedaan. Carl Peter Thunberg "verbeterde" de naam in 1789 in Necrophorus. Hoewel ook Fabricius later de naam van het geslacht wel als Necrophorus spelde, is volgens de nomenclatuurregels de spelling in de protoloog maatgevend, en daarom is Nicrophorus de correcte naam. In de literatuur komt het ongeldige Necrophorus voor hetzelfde geslacht echter ook vaak voor.

## Soorten in Nederland

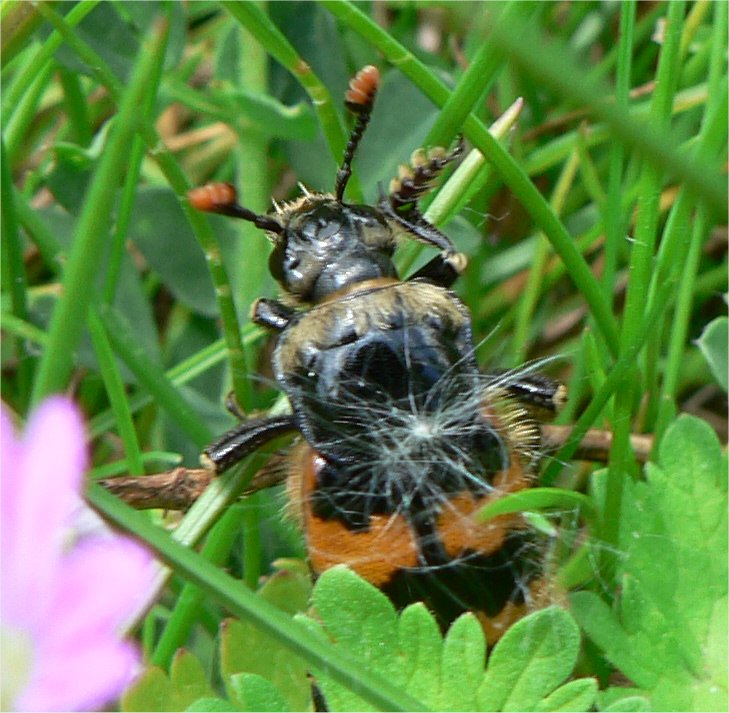
De krompootdoodgraver (Nicrophorus vespillo) met de oranjerode uiteinden van de tasters

Er zijn in Nederland acht soorten gevonden, waarvan er echter drie of vier zeldzaam zijn of zelfs in Nederland als uitgestorven moeten worden beschouwd.
- Nicrophorus vespillo, de krompootdoodgraver (algemeen). Deze heeft oranje antenne-uiteinden, een oranje achtervlek die tot aan de middennaad doorloopt en sterk naar binnen gebogen achtertibiae.
- Nicrophorus humator (algemeen). Zelfde lichaamsbouw maar geheel zwart, met uitzondering van oranje antenneknotsen.
- Nicrophorus vespilloides (tamelijk algemeen). De gewone doodgraver. Herkenbaar aan de geheel zwarte antennen en de niet tot aan de dekschildnaad doorlopende achterste oranje vlek.
- Nicrophorus investigator (vrij algemeen)
- Nicrophorus vestigator (zeldzaam)
- Nicrophorus fossor (Sinds 1960 maar twee keer gevonden in Nederland)
- Nicrophorus sepultor (waarschijnlijk niet meer in Nederland)
- Nicrophorus germanicus (waarschijnlijk niet meer in Nederland)

## Soorten algemeen
- Nicrophorus antennatus (Reitter, 1884)
- Nicrophorus apo Arnett, 1950
- Nicrophorus argutor Jakovlev, 1890
- Nicrophorus basalis Faldermann, 1835
- Nicrophorus carolinus (Linnaeus, 1771)
- Nicrophorus chilensis Philippi, 1871
- Nicrophorus concolor Kraatz, 1877
- Nicrophorus confusus Portevin, 1924
- Nicrophorus dauricus Motschulsky, 1860
- Nicrophorus defodiens Mannerhelm, 1846
- Nicrophorus didymus Brullé, 1836
- Nicrophorus encaustus Grouvelle, 1885
- Nicrophorus germanicus Fairmaire, 1896
- Nicrophorus guttula (Linnaeus, 1758)
- Nicrophorus heurni Motschulsky, 1845
- Nicrophorus hispaniola Portevin, 1926
- Nicrophorus humator Sikes & Peck, 2000
- Nicrophorus hybridus (Gleditsch, 1767)
- Nicrophorus insularis Grouvelle, 1893
- Nicrophorus interruptus Stephens, 1830
- Nicrophorus investigator Zetterstedt, 1824
- Nicrophorus japonicus Harold, 1877
- Nicrophorus kieticus Mroczowski, 1959
- Nicrophorus lunatus Fischer von Waldheim, 1842
- Nicrophorus maculifrons Kraatz, 1877
- Nicrophorus marginatus Fabricius, 1801
- Nicrophorus mexicanus Matthews, 1888
- Nicrophorus mongolicus Shcheogoleva-Barovskaya, 1933
- Nicrophorus montivagus Lewis, 1887
- Nicrophorus morio Gebler, 1817
- Nicrophorus nepalensis Hope, 1831
- Nicrophorus nigricornsis Faldermann, 1835
- Nicrophorus nigrita Mannerheim, 1843
- Nicrophorus oberthuri Portevin, 1924
- Nicrophorus obscurus Kirby, 1837
- Nicrophorus olidus Matthews, 1888
- Nicrophorus orbicollis Say, 1825
- Nicrophorus pliozaenicus Gersdorf, 1969†
- Nicrophorus podagricus Portevin, 1920
- Nicrophorus przewalskii Semenov-tian-shanski, 1894
- Nicrophorus pustulatus Herschel, 1807
- Nicrophorus quadraticollis Portevin, 1903
- Nicrophorus quadrimaculatus Matthews, 1888
- Nicrophorus quadripunctatus Kraatz, 1877
- Nicrophorus reichardti Kieseritzky, 1930
- Nicrophorus satanas Reitter, 1893
- Nicrophorus sausai Růžička, Háva & Schneider, 2000
- Nicrophorus sayi Castelnau, 1840
- Nicrophorus scrutator Blanchard, 1842
- Nicrophorus semenowi (Reitter, 1887)
- Nicrophorus sepulchralis Heer, 1841
- Nicrophorus sepultor Charpentier, 1825
- Nicrophorus smefarka Háva, Schneider & Růžička
- Nicrophorus tenuipes Lewis, 1887
- Nicrophorus tomentosus Weber, 1801
- Nicrophorus ussuriensis Portevin, 1923
- Nicrophorus validus Portevin, 1920
- Nicrophorus vespillo (Linnaeus, 1758)
- Nicrophorus vespilloides Herbst, 1784
- Nicrophorus vestigator Herschel, 1807
- Nicrophorus chryseus (Mazokhin-Porshnyakov, 1953)
- Nicrophorus funerarius (Weigel, 1808)

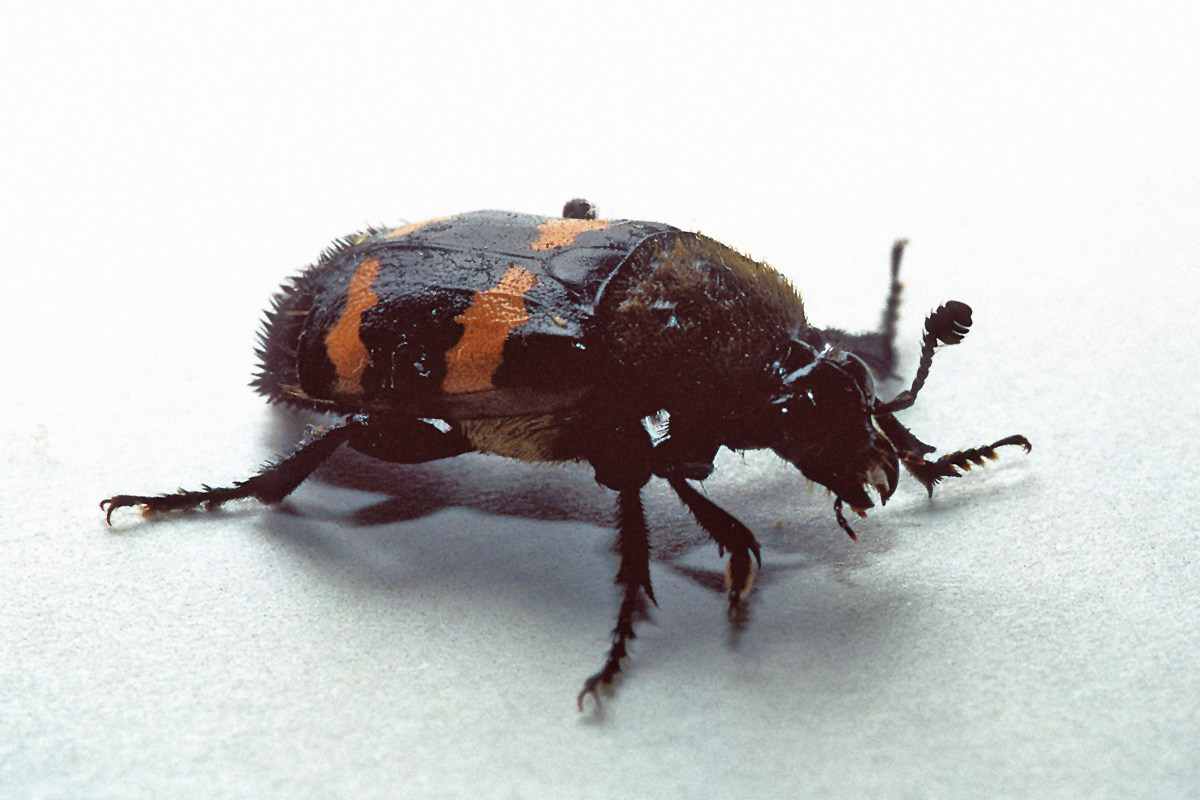
Nicrophorus tomentosus
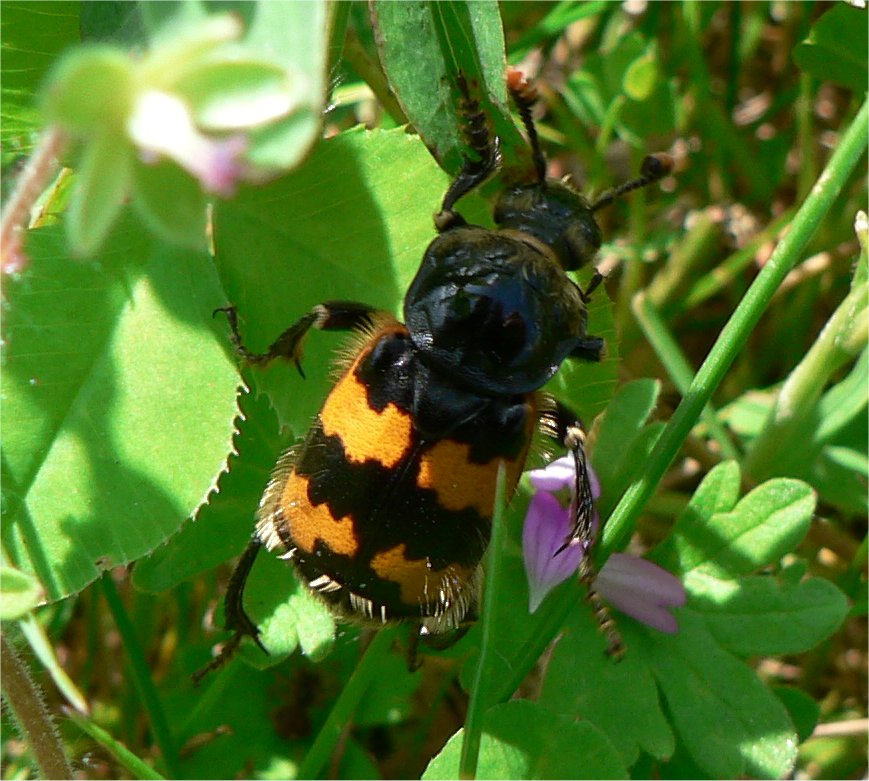
krompootdoodgraver Nicrophorus vespillo
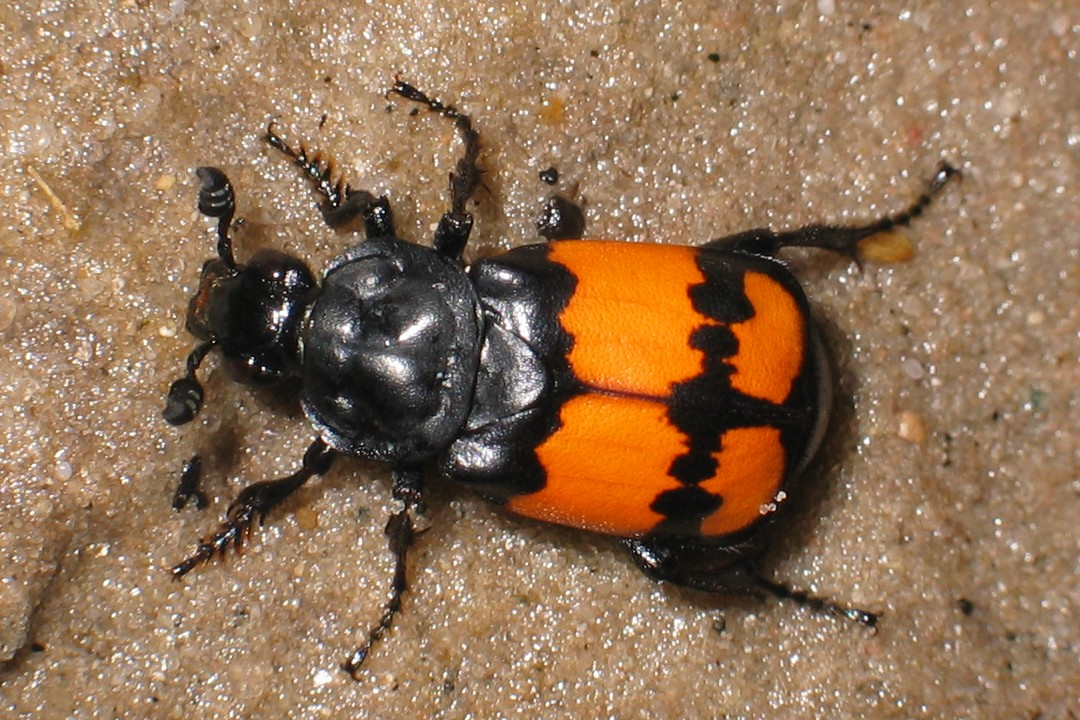
Nicrophorus vespilloides